# 원 (시호)
원(元)은 시호에 쓰이는 글자다. 《일주서》 시법해에는 능사변중(能思辨衆), 행의열민(行義說民), 시건국도(始建國都), 주의덕행(主義行德)을 일컫는다 한다.

## 원황제
- 전한 원제
- 조위 원제
- 동진 원제
- 후조 원제 (추존)
- 북연 원제 (추존)
- 염위 원제 (추존)
- 하 원제 (추존)
- 대 원제 (추존)
- 양 원제
- 한 원제 (추존)
- 당 원제
- 북송 원제
- 금 원제

## 원왕
- 동주 원왕
- 전한 초 원왕 유교
- 전한 노 원왕 장오 (추존)
- 쇼겐 왕

## 원공
- 노 원공
- 등 원공
- 송 원공
- 허 원공

## 원후
- 고밀원후 등우
- 소릉원후 조진
- 채 원후

## 원군
- 위 원군